# Arroio do Tigre
Arroio do Tigre este un oraș în Rio Grande do Sul (RS), Brazilia. 